# Emmy do Primetime de melhor ator em série dramática
O Primetime Emmy Award de melhor ator em série dramática é um dos prêmios entregues pela Academia de Artes & Ciências Televisivas por exelência em televisão como parte do Primetime Emmy Award.

## Vencedores e indicados

### Década de 1950
- 1956: Robert Young – Father Knows Best como Jim Anderson

- 1957: Robert Young – Father Knows Best como Jim Anderson
  - David Niven – Four Star Playhouse como Andy
  - Hugh O'Brian – The Life and Legend of Wyatt Earp como Wyatt Earp
  - Charles Boyer – Four Star Playhouse como Paul
  - James Arness – Gunsmoke como Matt Dillon

- 1959: Raymond Burr – Perry Mason como Perry Mason
  - Efrem Zimbalist, Jr. – 77 Sunset Strip como Stuart Bailey
  - James Arness – Gunsmoke como Matt Dillon
  - Richard Boone – Have Gun – Will Travel como Paladin
  - James Garner – Maverick como Bret Maverick
  - Craig Stevens – Peter Gunn como Peter Gunn

### Década de 1960
| - 1960: Robert Stack – The Untouchables como Eliot Ness - Raymond Burr – Perry Mason como Perry Mason - Richard Boone – Have Gun – Will Travel como Paladin - 1961: Raymond Burr – Perry Mason como Perry Mason - Jackie Cooper – Hennesey como Tenente Charles "Chick" Hennesey - Robert Stack – The Untouchables como Eliot Ness - 1962: E. G. Marshall – The Defenders como Lawrence Preston - Vince Edwards – Ben Casey como Ben Casey - Jackie Cooper – Hennesey como Tenente Charles "Chick" Hennesey - Paul Burke – Naked City como Detetive Adam Flint - George Maharis – Route 66 como Buz Murdock - 1963: E. G. Marshall – The Defenders como Lawrence Preston - Vic Morrow – Combat! como Sargento Sanders - Dick Van Dyke – The Dick Van Dyke Show como Rob Petrie - Ernest Borgnine – McHale's Navy como Tenente-Comandante Quinton McHale - Paul Burke – Naked City como Detetive Adam Flint | - 1966: Bill Cosby – I Spy como Alexander Scott - David Janssen – The Fugitive como Dr. Richard Kimble - Robert Culp – I Spy como Kelly Robinson - David McCallum – The Man from U.N.C.L.E. como Illya Kuryakin - Richard Crenna – Slaterry's People como James Slattery - 1967: Bill Cosby – I Spy como Alexander Scott - David Janssen – The Fugitive como Dr. Richard Kimble - Robert Culp – I Spy como Kelly Robinson - Martin Landau – Mission: Impossible como Rollin Hand - Ben Gazzara – Run for Your Life como Paul Bryan - 1968: Bill Cosby – I Spy como Alexander Scott - Robert Culp – I Spy como Kelly Robinson - Raymond Burr – Ironside como Robert T. Ironside - Martin Landau – Mission: Impossible como Rollin Hand - Ben Gazzara – Run for Your Life como Paul Bryan - 1969: Carl Betz – Judd, for the Defence como Clinton Judd - Raymond Burr – Ironside como Robert T. Ironside - Peter Graves – Mission: Impossible como Jim Phelps - Martin Landau – Mission: Impossible como Rollin Hand - Ross Martin – The Wild Wild West como Artemus Gordon |

### Década de 1970
| - 1970: Robert Young – Marcus Welby, M.D. como Dr. Marcus Welby - Raymond Burr – Ironside como Robert T. Ironside - Robert Wagner – It Takes a Thief como Al Mundy - Mike Connors – Mannix como Joe Mannix - 1971: Hal Holbrook – The Bold Ones: The Senator como Senador Hays Stowe - Raymond Burr – Ironside como Robert T. Ironside - Mike Connors – Mannix como Joe Mannix - Robert Young – Marcus Welby, M.D. como Dr. Marcus Welby - 1972: Peter Falk – Columbo como Tenente Columbo - Raymond Burr – Ironside como Robert T. Ironside - Mike Connors – Mannix como Joe Mannix - Robert Young – Marcus Welby, M.D. como Dr. Marcus Welby - Keith Michell – The Six Wives of Henry VIII como Rei Henrique VIII da Inglaterra - 1973: Richard Thomas – The Waltons como John Walton, Jr. - William Conrad – Cannon como Frank Cannon - David Carradine – Kung Fu como Kwai Chang Caine - Mike Connors – Mannix como Joe Mannix - Peter Falk – Columbo como Tenente Columbo - 1974: Telly Savalas – Kojak como Tenente Theo Kojak - William Conrad – Cannon como Frank Cannon - Karl Malden – The Streets of San Francisco como Detetive Mike Stone - Richard Thomas – The Waltons como John Walton, Jr. | - 1975: Robert Blake – Baretta como Detetive Tony Baretta - Telly Savalas – Kojak como Tenente Theo Kojak - Barry Newman – Petrocelli como Anthony J. Petrocelli - Karl Malden – The Streets of San Francisco como Detetive Mike Stone - 1976: Peter Falk – Columbo como Tenente Columbo - James Garner – The Rockford Files como Kim Rockford - Karl Malden – The Streets of San Francisco como Detetive Mike Stone - 1977: James Garner – The Rockford Files como Jim Rockford - Robert Blake – Baretta como Detetive Tony Baretta - Peter Falk – Columbo como Tenente Columbo - Jack Klugman – Quincy, M.E. como Dr. R. Quincy - Karl Malden – The Streets of San Francisco como Detetive Mike Stone - 1978: Edward Asner – Lou Grant como Lou Grant - James Broderick – Family como Doug Lawrence - Peter Falk – Columbo como Tenente Columbo - Jack Klugman – Quincy, M.E. como Dr. R. Quincy - James Garner – The Rockford Files como Jim Rockford - Ralph Waite – The Waltons como John Walton, Sr. - 1979: Ron Leibman – Kaz como Martin Kazinsky - Edward Asner – Lou Grant como Lou Grant - Jack Klugman – Quincy, M.E. como Dr. R. Quincy - James Garner – The Rockford Files como Jim Rockford |

### Década de 1980
| - 1980: Edward Asner – Lou Grant como Lou Grant - James Garner – The Rockford Files como Jim Rockford - Larry Hagman – Dallas como J. R. Ewing - Jack Klungman – Quincy, M.E. como Dr. R. Quincy - 1981: Daniel J. Travanti – Hill Street Blues como Capitão Frank Furillo - Edward Asner – Lou Grant como Lou Grant - Jim Davis – Dallas como Jock Ewing (indicação póstuma) - Louis Gossett, Jr. – Palmerstown, U.S.A. como Pai de Bessie - Larry Hagman – Dallas como J. R. Ewing - Parnell Roberts – Trapper John, M.D. como Trapper John McIntyre - 1982: Daniel J. Travanti – Hill Street Blues como Capitão Frank Furillo - Edward Asner – Lou Grant como Lou Grant - John Forsythe – Dynasty como Blake Carrington - James Garner – Bret Maverick como Bret Maverick - Tom Selleck – Magnum, P.I. como Thomas Magnum - 1983: Ed Flanders – St. Elsewhere como Dr. Donald Westphall - William Daniels – St. Elsewhere como Dr. Mark Craig - John Forsythe – Dynasty como Blake Carrington - Tom Selleck – Magnum, P.I. como Thomas Magnum - Daniel J. Travanti – Hill Street Blues como Capitão Frank Furillo - 1984: Tom Selleck – Magnum, P.I. como Thomas Magnum - William Daniels – St. Elsewhere como Dr. Mark Craig - John Forsythe – Dynasty como Blake Carrington - Daniel J. Travanti – Hill Street Blues como Capitão Frank Furillo | - 1985: William Daniels – St. Elsewhere como Dr. Mark Craig - Ed Flanders – St. Elsewhere como Dr. Donald Westphall - Don Johnson – Miami Vice como Detetive Sonny Crockett - Tom Selleck – Magnum, P.I. como Thomas Magnum - Daniel J. Travanti – Hill Street Blues como Capitão Frank Furillo - 1986: William Daniels – St. Elsewhere como Dr. Mark Craig - Ed Flanders – St. Elsewhere como Dr. Donald Westphall - Tom Selleck – Magnum, P.I. como Thomas Magnum - Bruce Willis – Moonlighting como David Addison, Jr. - Edward Woodward – The Equalizer como Robert McCall - 1987: Bruce Willis – Moonlighting como David Addison, Jr. - Corbin Bernsen – L.A. Law como Arnie Becker - William Daniels – St. Elsewhere como Dr. Mark Craig - Ed Flanders – St. Elsewhere como Dr. Donald Westphall - Edward Woodward – The Equalizer como Robert McCall - 1988: Richard Kiley – A Year in the Life como Joe Gardner - Corbin Bernsen – L.A. Law como Arnie Becker - Ron Perlman – Beauty and the Beast como Vincent - Michael Tucker – L.A. Law como Stuart Markowitz - Edward Woodward – The Equalizer como Robert McCall - 1989: Carroll O'Connor – In the Heat of the Night como Chefe Bill Gillespie - Ron Perlman – Beauty and the Beast como Vincent - Michael Tucker – L.A. Law como Stuart Markowitz - Ken Wahl – Wiseguy como Vinnie Terranova - Edward Woodward – The Equalizer como Robert McCall |

### Década de 1990
| - 1990: Peter Falk – Columbo como Tenente Columbo - Scott Bakula – Quantum Leap como Dr. Sam Beckett - Robert Loggia – Mancuso, F.B.I. como Nick Mancuso - Kyle MacLachlan – Twin Peaks como Agente Dale Cooper - Edward Woodward – The Equalizer como Robert McCall - 1991: James Earl Jones – Gabriel's Fire como Gabriel Bird - Scott Bakula – Quantum Leap como Dr. Sam Beckett - Peter Falk – Columbo como Tenente Columbo - Kyle MacLachlan – Twin Peaks como Agente Dale Cooper - Michael Moriarty – Law & Order como Benjamin Stone - 1992: Christopher Lloyd – Road to Avonlea como Alistair Dimple - Scott Bakula – Quantum Leap como Dr. Sam Beckett - Kirk Douglas – Tales from the Crypt como General Kalthrob - Michael Moriarty – Law & Order como Benjamin Stone - Rob Morrow – Northern Exposure como Joe Fleischman - Harrison Page – Quantum Leap como Reverendo Walters - Sam Waterston – I'll Fly Away como Forrest Bedford - 1993: Tom Skerritt – Picket Fences como Jimmy Brock - Scott Bakula – Quantum Leap como Dr. Sam Beckett - Michael Moriarty – Law & Order como Benjamin Stone - Rob Morrow – Northern Exposure como Joe Fleischman - Sam Waterston – I'll Fly Away como Forrest Bedford - 1994: Dennis Franz – NYPD Blue como Detetive Andy Sipowicz - David Caruso – NYPD Blue como Detetive John Kelly - Peter Falk – Columbo como Tenente Columbo - Michael Moriarty – Law & Order como Benjamin Stone - Tom Skerritt – Picket Fences como Jimmy Brock | - 1995: Mandy Patinkin – Chicago Hope como Dr. Jeffrey Geiger - George Clooney – ER como Dr. Doug Ross - Anthony Edwards – ER como Dr. Mark Greene - Dennis Franz – NYPD Blue como Detetive Andy Sipowicz - Jimmy Smits – NYPD Blue como Detetive Bobby Simone - 1996: Dennis Franz – NYPD Blue como Detetive Andy Sipowicz - Andre Braugher – Homicide: Life on the Street como Detetive Frank Pembleton - George Clooney – ER como Dr. Doug Ross - Anthony Edwards – ER como Dr. Mark Greene - Jimmy Smits – NYPD Blue como Detetive Bobby Simone - 1997: Dennis Franz – NYPD Blue como Detetive Andy Sipowicz - David Duchovny – The X-Files como Agente Fox Mulder - Anthony Edwards – ER como Dr. Mark Greene - Jimmy Smits – NYPD Blue como Detetive Bobby Simone - Sam Waterston – Law & Order como Jack McCoy - 1998: Andre Braugher – Homicide: Life on the Street como Det. Frank Pembleton - David Duchovny – The X-Files como Agente Fox Mulder - Anthony Edwards – ER como Dr. Mark Greene - Dennis Franz – NYPD Blue como Detetive Andy Sipowicz - Jimmy Smits – NYPD Blue como Detetive Bobby Simone - 1999: Dennis Franz – NYPD Blue como Detetive Andy Sipowicz - James Gandolfini – The Sopranos como Tony Soprano - Dylan McDermott – The Practice como Bobby Donnell - Jimmy Smits – NYPD Blue como Detetive Bobby Simone - Sam Waterston – Law & Order como Jack McCoy |

### Década de 2000
| - 2000: James Gandolfini – The Sopranos como Tony Soprano - Dennis Franz – NYPD Blue como Detetive Andy Sipowicz - Jerry Orbach – Law & Order como Lennie Briscoe - Mandy Patinkin – Chicago Hope como Dr. Jeffrey Geiger - Martin Sheen – The West Wing como Presidente Josiah Bartlet - Sam Waterston – Law & Order como Jack McCoy - 2001: James Gandolfini – The Sopranos como Tony Soprano - Andre Braugher – Gideon's Crossing como Dr. Ben Gideon - Dennis Franz – NYPD Blue como Detetive Andy Sipowicz - Rob Lowe – The West Wing como Sam Seaborn - Martin Sheen – The West Wing como Presidente Josiah Bartlet - 2002: Michael Chiklis – The Shield como Detetive Vic Mackey - Michael C. Hall – Six Feet Under como David Fisher - Peter Krause – Six Feet Under como Nate Fisher - Martin Sheen – The West Wing como Presidente Josiah Bartlet - Kiefer Sutherland – 24 como Jack Bauer - 2003: James Gandolfini – The Sopranos como Tony Soprano - Michael Chiklis – The Shield como Detetive Vic Mackey - Peter Krause – Six Feet Under como Nate Fisher - Martin Sheen – The West Wing como Presidente Josiah Bartlet - Kiefer Sutherland – 24 como Jack Bauer - 2004: James Spader – The Practice como Alan Shore - James Gandolfini – The Sopranos como Tony Soprano - Anthony LaPaglia – Without a Trace como Agente Jack Malone - Martin Sheen – The West Wing como Presidente Josiah Bartlet - Kiefer Sutherland – 24 como Jack Bauer | - 2005: James Spader – Boston Legal como Alan Shore - Hank Azaria – Huff como Dr. Craig Huffstodt - Hugh Laurie – House, M.D. como Dr. Gregory House - Ian McShane – Deadwood como Al Swearengen - Jack Bauer – 24 como Jack Bauer - 2006: Kiefer Sutherland – 24 como Jack Bauer - Peter Krause – Six Feet Under como Nate Fisher - Denis Leary – Rescue Me como Tommy Gavin - Christopher Meloni – Law & Order: Special Victims Unit como Det. Elliot Stabler - Martin Sheen – The West Wing como Presidente Josiah Bartlet - 2007: James Spader – Boston Legal como Alan Shore - James Gandolfini – The Sopranos como Tony Soprano - Hugh Laurie – House, M.D. como Dr. Gregory House - Denis Leary – Rescue Me como Tommy Gavin - Kiefer Sutherland – 24 como Jack Bauer - 2008: Bryan Cranston – Breaking Bad como Walter White - Gabriel Byrne – In Treatment como Dr. Paul Weston - Michael C. Hall – Dexter como Dexter Morgan - Jon Hamm – Mad Men como Don Draper - Hugh Laurie – House, M.D. como Dr. Gregory House - James Spader – Boston Legal como Alan Shore - 2009: Bryan Cranston – Breaking Bad como Walter White - Simon Baker – The Mentalist como Patrick Jane - Gabriel Byrne – In Treatment como Dr. Paul Weston - Michael C. Hall – Dexter como Dexter Morgan - Jon Hamm – Mad Men como Don Draper - Hugh Laurie – House, M.D. como Dr. Gregory House |

### Década de 2010
| - 2010: Bryan Cranston – Breaking Bad como Walter White - Kyle Chandler – Friday Night Lights como Eric Taylor - Matthew Fox – Lost como Jack Shephard - Michael C. Hall – Dexter como Dexter Morgan - Jon Hamm – Mad Men como Don Draper - Hugh Laurie – House, M.D. como Dr. Gregory House - 2011: Kyle Chandler – Friday Night Lights como Eric Taylor - Steve Buscemi – Boardwalk Empire como Nucky Thompson - Michael C. Hall – Dexter como Dexter Morgan - Jon Hamm – Mad Men como Don Draper - Hugh Laurie – House, M.D. como Dr. Gregory House - Timothy Olyphant – Justified como Raylan Givens - 2012: Damian Lewis – Homeland como Sargento Nicholas Brody - Steve Buscemi – Boardwalk Empire como Nucky Thompson - Hugh Bonneville – Downton Abbey como Robert Crawley, Conde de Grantham - Bryan Cranston – Breaking Bad como Walter White - Jon Hamm – Mad Men como Don Draper - Michael C. Hall – Dexter como Dexter Morgan - 2013: Jeff Daniels – The Newsroom como Will McAvoy - Hugh Bonneville – Downton Abbey como Robert Crawley, Conde de Grantham - Bryan Cranston – Breaking Bad como Walter White - Jon Hamm – Mad Men como Don Draper - Damian Lewis – Homeland como Deputado Nicholas Brody - Kevin Spacey – House of Cards como Deputado Francis J. Underwood - 2014: Bryan Cranston – Breaking Bad como Walter White - Jeff Daniels – The Newsroom como Will McAvoy - Jon Hamm – Mad Men como Don Draper - Woody Harrelson – True Detective como Detetive Marty Hart - Matthew McConaughey – True Detective como Detetive Rust Cohle - Kevin Spacey – House of Cards como Vice-Presidente Francis J. Underwood | - 2015: Jon Hamm – Mad Men como Don Draper - Kyle Chandler – Bloodline como Detetive John Rayburn - Jeff Daniels – The Newsroom como Will McAvoy - Bob Odenkirk – Better Call Saul como Jimmy McGill - Liev Schreiber – Ray Donovan como Ray Donovan - Kevin Spacey – House of Cards como Presidente Francis J. Underwood - 2016: Rami Malek – Mr. Robot como Elliot Alderson - Kyle Chandler – Bloodline como Detetive John Rayburn - Bob Odenkirk – Better Call Saul como Jimmy McGill - Matthew Rhys – The Americans como Philip Jennings - Liev Schreiber – Ray Donovan como Ray Donovan - Kevin Spacey – House of Cards como Presidente Francis J. Underwood - 2017: Sterling K. Brown - This Is Us como Randall Pearson - Matthew Rhys - The Americans como Philip Jennings - Bob Odenkirk - Better Call Saul como Jimmy McGill - Liev Schreiber - Ray Donovan como Ray Donovan - Milo Ventimiglia - This Is Us como Jack Pearson - Anthony Hopkins - Westworld como Dr. Robert Ford - Kevin Spacey - House of Cards como Francis J. Underwood - 2018: Matthew Rhys - The Americans como Philip Jennings - Ed Harris - Westworld como Homem de Preto - Jason Bateman - Ozark como Marty Byrde - Jeffrey Wright - Westworld como Bernard Lowe - Milo Ventimiglia - This Is Us como Jack Pearson - Sterling K. Brown - This Is Us como Randall Pearson - 2019: Billy Porter - Pose como Pray Tell - Bob Odenkirk - Better Call Saul como Jimmy McGill - Jason Bateman - Ozark como Marty Byrde - Kit Harington - Game of Thrones como Jon Snow - Milo Ventimiglia - This Is Us como Jack Pearson - Sterling K. Brown - This Is Us como Randall Pearson |

### Década de 2020
2020: Jeremy Strong - Succession como Kendall Roy
- Jason Bateman - Ozark como Marty Byrde
- Sterling K. Brown - This Is Us como Randall Pearson
- Steve Carell - The Morning Show como Mitch Kessler
- Brian Cox - Succession como Logan Roy
- Billy Porter - Pose como Pray Tell

2021: Josh O'Connor - The Crown como Príncipe Charles
- Matthew Rhys - Perry Mason como Perry Mason
- Sterling K. Brown - This Is Us como Randall Pearson
- Jonathan Majors - Lovecraft Country como Atticus Freeman
- Regé-Jean Page - Bridgerton como Simon Basset
- Billy Porter - Pose como Pray Tell

2022: Lee Jung-jae - Squid Game como Seong Gi-hun
- Jason Bateman - Ozark como Marty Byrde
- Brian Cox - Succession como Logan Roy
- Jeremy Strong - Succession como Kendall Roy
- Bob Odenkirk - Better Call Saul como Jimmy McGill
- Adam Scott - Severance como Mark Scout

2023: Kieran Culkin - Succession como Roman Roy
- Jeremy Strong - Succession como Kendall Roy
- Bob Odenkirk - Better Call Saul como Jimmy McGill
- Pedro Pascal - The Last of Us como Joel Miller
- Jeff Bridges - The Old Man como Dan Chase
- Brian Cox - Succession como Logan Roy

2024: Hiroyuki Sanada - Shōgun como Lorde Yoshii Toranaga
- Walton Goggins - Fallout como the Ghoul / Cooper Howard
- Donald Glover - Mr. & Mrs. Smith como Michael / John Smith
- Dominic West - The Crown como Príncipe Charles
- Gary Oldman - Slow Horses como Jackson Lamb
- Idris Elba - Hijack como Sam Nelson

## Múltiplos vencedores
| 4 vitórias - Bryan Cranston (3 consecutivas) - Dennis Franz (2 consecutivas) | 3 vitórias - Bill Cosby (Consecutivo) - Peter Falk - James Gandolfini (2 consecutivas) - James Spader (2 consecutivas por trabalhos diferentes) - Robert Young (2 consecutivas) | 2 vitórias - Ed Asner - Raymond Burr - William Daniels (consecutivo) - E. G. Marshall (consecutivo) - Daniel J. Travanti (Consecutivo) |